# Hiyokko
Hiyokko (ひよっこ) là loạt phim truyền hình Nhật Bản dài tập và là loạt phim thứ 96 của chương trình buổi sáng asadora của đài truyền hình NHK, nối tiếp loạt phim Beppinsan. Phim được phát sóng từ ngày 3 tháng 4 năm 2017 và kết thúc vào ngày 30 tháng 9 năm 2017.

## Nội dung
Năm 1964, Yatabe Mineko (Arimura Kasumi) được sinh ra và lớn lên tại một ngôi làng trên vùng núi phía bắc tỉnh Ibaraki. Gia đình cô có 7 thành viên. Anh trai cô rất thông minh và là người đầu tiên rời khỏi làng để vào đại học. Bố cô đi tới Tokyo để kiếm tiền học phí nuôi anh trai cô đi học. Mineko nghĩ rằng nếu cô tốt nghiệp trung học, cô muốn giúp bà và mẹ mình làm nông. Cuộc đời Yatabe Mineko thay đổi hoàn toàn khi cha cô đi mà không quay về. Để đi tìm cha và kiếm tiền, Mineko tới Tokyo cùng hai người bạn từ thời thơ ấu. Họ bắt đầu làm việc tại một nhà máy. Sau giờ làm, Mineko tìm kiếm thông tin về cha mình. Sau đó, nhà máy bị phá sản và Mineoko nhận ra cô không còn nơi nào để sống. May mắn thay, Mineko kiếm được việc làm ở một nhà hàng phong cách phương Tây mà cha cô từng nói rằng đồ ăn ở đó rất ngon. Cô bắt đầu cảm thấy mình giống như một phần trong gia đình của người chủ nhà hàng và những nhân viên khác.

## Diễn viên

### Làng Oku-Ibaraki

#### Dòng họ Yatabe
- Arimura Kasumi trong vai Yatabe Mineko
- Furuya Ikkō trong vai Yatabe Shigeru, ông của Mineko
- Sawamura Ikki trong vai Yatabe Minoru, bố của Mineko
- Kimura Yoshino trong vai Yatabe Miyoko, mẹ của Mineko
- Miyahara Kazua trong vai Yatabe Chiyoko, em gái của Mineko
- Takahashi  Rai trong vai Yatabe Susumu, em trai của Mineko
- Mineta Kazunobu trong vai Koiwai Muneo, dượng của Mineko
- Yamasaki Shizuyo trong vai Koiwai Shigeko, vợ của Muneo và là dì của Mineko

#### Dòng họ Sukegawa
- Yui Sakuma trong vai Sukegawa Tokiko, bạn thơ ấu và đồng môn của Mineko
- Hada Michiko trong vai Sukegawa Kimiko, mẹ của Tokiko
- Tōyama Toshiya trong vai Sukegawa Shōji, bố của Tokiko
- Shibuya Kento trong vai Sukegawa Toyosaku, anh trai Tokiko

#### Dòng họ Sumitani
- Izumisawa Yūki trong vai Sumitani Mitsuo, bạn thơ ấu và đồng môn của Mineko
- Shibata Rie trong vai Sumitani Kiyo, mẹ của Mitsuo
- Asakura Shinji trong vai Sumitani Masao, bố của Mitsuo
- Onoue Hiroyuki trong vai Sumitani Tarō, anh trai của Mitsuo

#### Các nhân vật khác
- Matsuo Satoru trong vai Mashiko Jirō, tài xế xe buýt trường
- Tsuda Kanji trong vai Tagami Manabu, giáo viên trường cao trung

### Người Tokyo

#### Suzufuri-tei
- Miyamoto Nobuko trong vai Makino Suzuko, chủ một cửa hàng
- Sasaki Kuranosuke trong vai Makino Shōgo, đầu bếp
- Satō Hitomi trong vai Asakura Takako, lễ tân
- Yatsui Ichiro trong vai Igawa Kenji
- Isomura Hayato trong vai Maeda Hidetoshi

#### Công ty phát thanh Mukoujima
- Wakui Emi trong vai Nagai Aiko
- Kojima Fujiko trong vai Akiba Sachiko
- Yagi Yūki trong vai Natsui Yūko
- Matsumoto Honoka trong vai Nabatame Sumiko
- Fujino Ryōko trong vai Kanehira Toyoko

### Diễn viên khác
- Ryusei Ryo trong vai Watahiki Masayoshi
- Shiraishi Kayoko trong vai Tachibana Tomi
- Takeuchi Ryoma trong vai Shimatani Junichirō
- Shishido Kavka trong vai Kusaka Sanae
- Asaka Koudai trong vai Tsubouchi Yūji
- Okayama Amane trong vai Nitta Keisuke
- Miyake Yūji trong vai Kashiwagi Ichirō
- Mitsuishi Ken trong vai Fukuda Gorō
- Ikuta Tomoko trong vai Fukuda Yasue
- Shiraishi Miho trong vai Takeuchi Kuniko
- Furutachi Yūtaro trong vai Kashiwagi Yasuharu
- Saitou Satoru trong vai Abe Zenzou
- Ito Sairi trong Abe Saori
- Shimazaki Haruka trong vai Makino Yuka
- Kanno Miho trong vai Kawamoto Setsuko

## Quá trình sản xuất
Buổi họp báo công bố dàn diễn viên tham gia asadora năm 2017 Hiyokko của đài NHK đã được tổ chức tại trụ sở của đài truyền hình ở Tokyo vào ngày 26 tháng 9. Họp báo sự tham dự của nữ diễn viên chính Arimura Kasumi cùng 10 diễn viên khác.
Hiyokko sẽ bắt đầu lên sóng từ ngày 3 tháng 4 năm 2017 vào 8 giờ sáng từ thứ 2 tới thứ 7. Câu chuyện bắt đầu năm 1964 khi Olympic Tokyo được tổ chức và Arimura Kasumi đóng vai một cô gái đến từ quận Ibaraki, người đến Tokyo để tìm người cha đang bị mất tích.
Mặc dù bộ phim đã bắt đầu quay vào ngày 2 tháng 11, đã có một số cảnh phim hoàn thành vào cuối tháng 9 để trùng với mùa thu hoạch lúa. Arimura Kasumi kể lại rằng vì họ đã trải qua việc quay phim trước, công việc nhóm của họ trở nên tốt hơn khi quay phim chính thức và cô rất thích bầu không khí trong lành và không gian rộng lớn tại địa điểm quay.
Cũng giống như các bộ phim truyền hình buổi sáng khác đã khai sinh ra lời thoại đặc trưng như "Je je je" trong Ama-chan và "Bikkuripon" từ Asa ga Kita, Arimura Kasumi tiết lộ rằng có rất nhiều trường hợp cô nói cụm từ "nda nda" trong lời thoại có chứa nhiều từ địa phương Ibaraki. Đạo diễn Kashi Hiroshi nói rằng mặc dù họ không làm điều này với mục đích khiến lời thoại này nổi tiếng, những diễn viên khác cũng sẽ nói cụm từ này thường xuyên. Để nói được giọng địa phương Ibaraki, Arimura Kasumi, người tới từ vùng Kansai thừa nhận cô đã gặp không ít khó khăn với việc đó. Ban đầu, cô cố tình thêm một số ngữ điệu nhưng giáo viên tiếng địa phương bảo rằng giống như cô đang nói chuyện ở vùng Tohoku vậy. Tuy nhiên đã có những lúc cô ấy quay lại tiếng địa phương Kansai nên cô cần cực kỳ cẩn thận điều này. Arimura Kasumi đã đóng vai chính trong các bộ phim truyền hình riêng, cô nhận xét rằng không có sự khác biệt trong việc đóng một bộ phim truyền hình buổi sáng mặc dù cô nghĩ rằng cô nên được tiếp cận với rất nhiều năng lượng tích cực.
Kimura Yoshino, với vai diễn mẹ của Arimura Kasumi trong phim, tiết lộ rằng Hada Michiko, người có mặt trong dàn diễn viên, thực sự đến từ Ibaraki và họ sẽ hỏi cô về từ địa phương của Ibaraki mỗi khi họ cần. Tuy nhiên, khi giáo viên tiếng địa phương Ibaraki tới để dạy họ, Hada Michiko hóa ra lại là người bị giáo viên chỉ ra nhiều lỗi nhất.

## Đón nhận

### Đánh giá
Trên trang đánh giá MyDramaList, bộ phim Hiyokko được đánh giá 8.8/10 bởi 49 người.